# چارلوت وگا
چارلوت وگا (اسپانیایی: Charlotte Vega‎؛ زادهٔ ۱۰ فوریهٔ ۱۹۹۴) بازیگر اهل اسپانیا است. وی از سال ۲۰۱۰ میلادی تاکنون مشغول فعالیت بوده‌است.
از فیلم‌ها یا برنامه‌های تلویزیونی که وی در آن نقش داشته‌است، می‌توان به آنچه چشمانش پنهان می‌کرد، پیچ اشتباه، راهبه جنگجو، کتاب‌فروشی و آدم‌کش آمریکایی اشاره کرد.